# Oeuvre van Claude Debussy

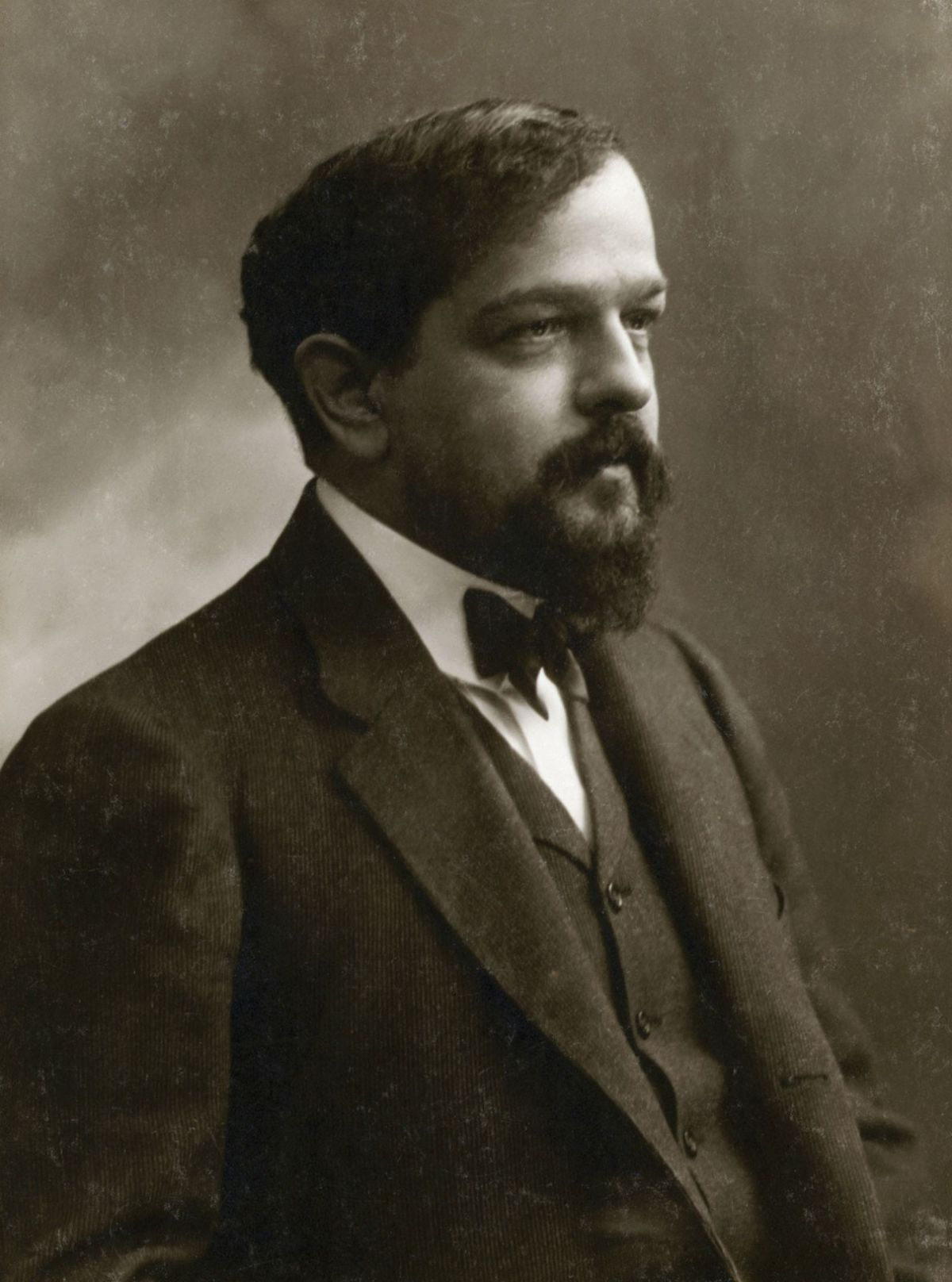
Claude Debussy

Dit is een lijst van composities van Claude Debussy. Eerst volgt de lijst geordend op L-nummer: de volgorde van de catalogus van de musicoloog François Lesure uit 1977. De catalogus was nodig omdat Debussy geen opusnummers gebruikte, behalve voor zijn strijkkwartet (Opus 10). Onder deze lijst op L-nummer staat een lijst op genre. 

## Lijst op L-nummer
- L 1, Ballade à la lune: C'était dans la nuit brune voor stem en piano (1879)
- L 2, Madrid: Madrid, princesse des Espagnes voor stem en piano (1879)
- L 3, pianotrio in G majeur (1879)
- L 4, Nuits d'étoiles: Nuit d'étoiles, sous tes voiles voor stem en piano (1880)
- L 5, Caprice: Quand je baise, pâle de fièvre voor stem en piano (1880)
- L 6, Beau soir voor stem en piano (1880)
- L 7, Fleur des blés: Le long des blés que la brise fait onduler voor stem en piano (1880)
- L 8, Rêverie: Le zéphir à la douce haleine voor stem en piano (1880)
- L 9, Danse bohémienne voor piano (1880)
- L 10, symfonie voor piano, vierhandig (1880)
- L 11, Souhait: Oh! quand la mort que rien ne saurait apaiser voor stem en piano (1881)
- L 12, Triolet à Phillis [Zéphyr]: Si j'étais le zéphyr ailé voor stem en piano (1881)
- L 13, Les roses: Lorsque le ciel de saphir voor stem en piano (1881)
- L 14, Séguidille: Un jupon serré sur les hanches voor stem en piano (1881)
- L 15, Pierrot: Le bon Pierrot que la foule contemple voor stem en piano (1881)
- L 16, Aimons-nous et dormons: Aimons-nous et dormons, sans songer au reste du monde voor stem en piano (1881)
- L 17, Rondel chinois: Sur le lac bordé d'azalée voor stem en piano (1881)
- L 18, Tragédie: Les petites fleurs n'ont pu vivre voor stem en piano (1881)
- L 19, Jane: Je pâlis et tombe en langueur voor stem en piano (1881)
- L 20, Daniel: Versez, que de l'ivresse. Aux accents d'allégresse voor drie solisten en orkest (1881)
- L 21, Fantoches: Scaramouche et Pulcinella voor stem en piano (1882)
- L 22, Le lilas: O floraison divine des lilas voor stem en piano (1882)
- L 23, Fête galante: Voilà Sylvandre et Lycas et Myrtil voor stem en piano (1882)
- L 24, Printemps: Salut printemps, jeune saison voor vrouwenkoor en orkest (1882)
- L 25, Flôts, palmes et sables: Loin des yeux du monde voor stem en piano (1882)
- L 26, Nocturne et Scherzo voor piano en cello (1882)
- L 27, Intermezzo voor cello en orkest (1882)
- L 28, En sourdine: Calmes dans le demi-jour voor stem en piano (1882)
- L 29, Mandoline: Les donneurs de sérénades voor stem en piano (1882)
- L 30, Rondeau: Fut-il jamais douceur de cœur pareille voor stem en piano (1882)
- L 31, Pantomime: Pierrot qui n'a rien d'un Clitandre voor stem en piano (1882)
- L 32, Clair de lune: Votre âme est un paysage choisi voor stem en piano (1882)
- L 33, La fille aux cheveux de lin: Sur la luzerne en fleur voor stem en piano (1882)
- L 34, Sérénade: Las, Colombine a fermé le volet voor stem en piano (1882)
- L 35,  Choeur des brises: Réveillez-vous, arbres des bois voor a capella vrouwenkoor (1882)
- L 36,  Divertissement voor piano, vierhandig (1882)
- L 37,  Hymnis voor solist, koor en orkest (1882)
- L 38,  Le triomphe de Bacchus voor piano, vierhandig (1882)
- L 39,  Coquetterie posthume: Quand je mourrai, que l'on me mette voor stem en piano (1883)
- L 40,  Invocation: Élevez-vous, voix de mon âme voor mannenkoor en orkest (1883)
- L 41,  Le gladiateur: Mort aux Romains, tuez jusqu'au dernier voor drie solisten en orkest (1883)
- L 42,  Chanson espagnole: Tra la la… nous venions de voir le taureau voor vocaal duet (1883)
- L 43,  Romance [musique pour éventail]: Silence ineffable de l'heure voor stem en piano (1883)
- L 44,  Musique: La lune se levait, pure, mais plus glacée voor stem en piano (1883)
- L 45,  Paysage sentimental: Le ciel d'hiver si doux, si triste, si dormant voor stem en piano (1883)
- L 46, L'archet: Elle avait de beaux cheveux blonds voor stem en piano (1883)
- L 47, Chanson triste: On entend un chant sur l'eau dans la brume voor stem en piano (1883)
- L 48, Fleur des eaux voor stem en piano (1883)
- L 49, Églogue: Chanteurs mélodieux, habitants des buissons voor duet van sopraan en tenor en piano (1883)
- L 50, Suite voor orkest (piano-uittreksel) (1883)
  - Fête
  - Ballet
  - Rêve
  - Bacchanale
- L 51, Diane au bois voor duet van sopraan en tenor en piano (1883–1886)
- L 52, Romance: Voici que le printemps, ce fil léger d'avril voor stem en piano (1884)
- L 53, Apparition: La lune s'attristait Des séraphins voor stem en piano (1884)
- L 54, La romance d'Ariel: Au long de ces montagnes douces voor stem en piano (1884)
- L 55, Regret: Devant le ciel d'été, tiède et calme voor stem en piano (1884)
- L 56, Le printemps: L'aimable printemps ramène dans la plaine voor koor van vier stemmen en orkest (1884)
- L 57, L'enfant prodigue voor sopraan, bariton, en tenor en orkest (1884)
- L 58, Barcarolle: Viens! l'heure est propice voor stem en piano (1885)
- L 59, Zuleima voor koor en orkest (1885–1886)
- L 60, Ariettes oubliées voor stem en piano (1885–1887)
  - C'est l'extase: C'est l'extase langoureuse'
  - Il pleure dans mon cœur: Il pleure dans mon cœur comme il pleut sur la ville
  - L'ombre des arbres: L'ombre de arbres dans la rivière embrumée
  - Chevaux de bois: Tournez, tournez, bons chevaux de bois
  - Green: Voici des fruits, des fleurs, des feuilles
  - Spleen: Les roses étaient toutes rouges
- L 61, Printemps in E majeur voor koor, piano, en orkest (1887)
- L 62, La demoiselle élue: La demoiselle élue s'appuyait sur la barrière d'or du ciel voor twee solisten, vrouwenkoor, en orkest (1887–1888)
- L 63, Axel voor stem en piano (1888)
- L 64, Poèmes de Baudelaire voor stem en piano (1887–1889)
  - Le balcon: Mère des souvenirs, maîtresse des maîtresses
  - Harmonie du soir: Voici venir les temps où vibrant sur sa tige
  - Le jet d'eau: Tes beaux yeux sont las, pauvre amante
  - Recueillement: Sois sage, ô ma douleur
  - La mort des amants: Nous aurons des lits pleins d'odeurs légères
- L 65, Petite suite voor piano, vierhandig (1886–1889)
  - En bateau
  - Cortège
  - Menuet
  - Ballet
- L 66, Deux Arabesques voor piano (1888, 1891)
- L 67, Mazurka voor piano (1890)
- L 68, Rêverie voor piano (1890)
- L 69, Tarantelle styrienne voor piano (1890)
- L 70, Ballade slave voor piano (1890)
- L 71, Valse romantique voor piano (1890)
- L 72, Rodrigue et Chimène opera (1890–1892)
- L 73, Fantaisie voor piano en orkest (1889–1890)
- L 74, La belle au bois dormant: Des trous à son pourpoint vermeil voor stem en piano (1890)
- L 75, Suite bergamasque voor piano (1890)
  - Prélude
  - Menuet
  - Clair de Lune
  - Passepied
- L 76, Les Angélus: Cloches chrétiennes pour les matines voor stem en piano (1891)
- L 77, Marche écossaise sur un thème populaire voor piano, vierhandig (1891)
- L 78, Dans le jardin: Je regardais dans le jardin voor stem en piano (1891)
- L 79, Romances voor stem en piano (1891)
  - Romance: L'âme évaporée est souffrante
  - Les cloches: Les feuilles s'ouvraient sur le bord des branches
- L 80, Fêtes galantes Deel 1 voor stem en piano
  - En sourdine: Calmes dans le demi-jour
  - Fantoches: Scaramouche et Pulcinella
  - Clair de lune: Votre âme est un paysage choisi
- L 81, Mélodies voor stem en piano (1891)
  - La mer est plus belle que les cathédrales
  - Le son du cor s'afflige vers les bois
  - L'échelonnement des haies moutonne à l'infini
- L 82, Nocturne voor piano (1892)
- L 83, drie Scènes au crépuscule voor orkest (1892–1893)
- L 84, Proses lyriques voor stem en piano (1892–1893)
  - De rêve: La nuit a des douceurs de femme
  - De grève: Sur la mer les crépuscules tombent
  - De fleurs: Dans l'ennui si désolément vert
  - De soir: Dimanche sur les villes
- L 85, Strijkkwartet in g mineur (1893), Opus 10
- L 86, Prélude à l'après-midi d'un faune (1894)
- L 87, Images inédites voor piano (1894)
- L 88, Pelléas et Mélisande opera (1893–1902)
- L 89, La Saulaie voor bariton en orkest (1896–1900)
- L 90, Chansons de Bilitis voor stem en piano (1897–1898)
  - La flûte de pan: Pour le jour des Hyacinthies
  - La chevelure: Il m'a dit «Cette nuit d'ai rêvé»
  - Le tombeau des Naiades: Le long du bois couvert de givre
- L 91, Nocturnes voor orkest (en vrouwenkoor, in Sirènes) (1897–1899)
  - Nuages
  - Fêtes
  - Sirènes
- L 92, Chansons de Charles d'Orléans voor vierstemmig gemengd koor a capella (1898–1908)
  - Dieu! qu'il la fait bon regarder!
  - Quand j'ai ouy le tambourin sonner
  - Yver, vous n'estes qu'un villain
- L 93, Berceuse: Il était une fois une fée qui avait un beau sceptre voor stem zonder begeleiding (1899)
- L 94, Nuits blanches: Tout à l'heure ses mains plus délicates voor stem en piano (1899–1902)
- L 95, Pour le piano suite voor piano (1894–1901)
  - Prélude
  - Sarabande
  - Toccata
- L 96, Muziek voor Chansons de Bilitis voor twee fluiten, twee harpen, en celesta
  - Chant pastoral
  - Les comparaisons
  - Les contes
  - Chanson
  - La partie d'osselets
  - Bilitis
  - Le tombeau sans nom
  - Les courtisanes égyptiennes
  - L'eau pure du bassin
  - La danseuse aux crotales
  - Le souvenir de Mnasidica
  - La pluie du matin
- L 97, Lindaraja voor twee piano’s (1901)
- L 98, Rhapsodie voor altsaxofoon en piano of orkest (1901–1911)
- L 99, D'un cahier d'esquisses voor piano (1903)
- L 100, Estampes voor piano (1903)
  - Pagodes
  - La soirée dans Grenade
  - Jardins sous la pluie
- L 101, Le Diable dans le beffroi (1902–1911)
- L 102, Chansons de France voor stem en piano (1904)
  - Rondel: Le temps a laissié son manteau
  - La Grotte: Auprès de cette grotte sombre
  - Rondel: Pour ce que Plaisance est morte
- L 103, Danses voor harp en strijkkwintet (1904)
  - Danse sacrée
  - Danse profane
- L 104, Fêtes galantes Deel 2 voor stem en piano (1904)
  - Les ingénus:Les hauts talons luttaient avec les longues jupes
  - Le faune: Un vieux faune de terre cuite
  - Colloque sentimental: Dans le vieux parc solitaire et glacé
- L 105, Masques voor piano (1904)
- L 106, L'Isle Joyeuse voor piano (1904)
- L 107, Le roi Lear voor orkest (1904)
- L 108, Pièce pour piano voor piano (1904)
- L 109, La Mer voor orkest (1903–1905)
- L 110, Images, Deel 1 voor piano (1905)
  - Reflets dans l'eau
  - Hommage à Rameau
  - Mouvement
- L 111, Images, Deel 2 voor piano (1907)
  - Cloches à travers les feuilles
  - Et la lune descend sur le temple qui fut
  - Poissons d'or
- L 112, La chûte de la maison Usher (1908–1917)
- L 113, Children's Corner voor piano (1906–1908)
- L 114, Le Petit Nègre voor piano (1909)
- L 115, Hommage à Joseph Haydn voor piano (1909)
- L 116, Rhapsodie voor klarinet en piano of orkest (1909–1910)
- L 117, Préludes, Boek 1 voor piano (1909–1910)
- L 118, Le promenoir des deux amants voor stem en piano
  - Auprès de cette grotte sombre
  - Crois mon conseil, chère Climène
  - Je tremble en voyant ton visage
- L 119, Ballades de François Villon voor stem en piano (1910)
  - Ballade de Villon à s'Amye: Faulse beauté qui tant me couste cher
  - Ballade que Villon feit à la requeste de sa mère pour prier Nostre Dame: Dame du ciel, régente terrienne
  - Ballade des femmes de Paris: Quoy qu'on tient belles langagières
- L 120, Petite pièce voor klarinet en piano of orkest (1910)
- L 121, La plus que lente voor piano (1910)
- L 122, Images Deel 3 voor orkest
  - Gigues (1909–1912)
  - Ibéria (1905–1908)
  - Rondes du printemps
- L 123, Préludes, Boek 2 voor piano (1912–1913)
- L 124, Le martyre de Saint Sébastien (1911)
- L 125, Khamma ballet (1911–1912)
- L 126, Jeux ballet (1912–1913)
- L 127, Poèmes de Stéphane Mallarmé voor stem en piano (1913)
  - Soupir: Mon âme vers ton front où rêve, ô calme sœur
  - Placet futile: Princesse! À jalouser le destin d'une Hébé
  - Évantail: Ô rêveuse pour que je plonge
- L 128, La boîte à joujoux ballet (1913)
- L 129, Syrinx voor fluit (1913)
- L 130, Le palais du silence ou NO-JA-LI ballet (1914)
- L 131, Six épigraphes antiques voor piano, vierhandig (1914)
  - Pour invoquer Pan, dieu du vent d'été
  - Pour un tombeau sans nom
  - Pour que la nuit soit propice
  - Pour la danseuse aux crotales
  - Pour l'égyptienne
  - Pour remercier la pluie au matin
- L 132, Berceuse heroïque voor piano (1914)
- L 133, Pièce pour le Vêtement du blessé voor piano (1915)
- L 134, En blanc et noir voor twee piano’s (1915)
- L 135, Cellosonate (1915)
- L 136, Études voor piano (1915)
  - Pour les cinq doigts
  - Pour les tierces
  - Pour les quartes
  - Pour les sixtes
  - Pour les octaves
  - Pour les huit doigts
  - Pour les degrés chromatiques
  - Pour les agréments
  - Pour les notes répétées
  - Pour les sonorités opposées
  - Pour les arpèges composés
  - Pour les accords
- L 137, Sonate voor harp, fluit, en altviool (1915)
- L 138, Elégie voor piano (1915)
- L 139, Noël des enfants qui n'ont plus de maison: Nous n'avons plus de maison voor stem en piano (1915)
- L 140, Sonate voor viool en piano (1916–1917)
- L 141, Ode à la France: Les troupeaux vont par les champs désertés voor sopraan, gemengd koor, en orkest (1916–1917)

## Lijst op genre/ bezetting
Dit is de lijst van composities van Claude Debussy, geordend op genre en bezetting. Zie hierboven voor de lijst geordend op Lesure-nummers. 

#### Orkestmuziek
- L 83, drie Scènes au crépuscule voor orkest (1892-1893)
- L 86, Prélude à l'après-midi d'un faune (1894)
- L 91, Nocturnes voor orkest (en vrouwenkoor, in Sirènes) (1897-1899)
  - Nuages
  - Fêtes
  - Sirènes
- L 107, Le roi Lear voor orkest (1904)
- L 109, La Mer voor orkest (1903-1905)
- L 122, Images Deel 3 voor orkest
  - Gigues (1909-1912)
  - Ibéria (1905-1908)
  - Rondes de printemps (1905-1909)

#### Werken voor solist en orkest
- L 20, Daniel: Versez, que de l'ivresse. Aux accents d'allégresse voor drie solisten en orkest (1881)
- L 24, Printemps: Salut printemps, jeune saison voor vrouwenkoor en orkest (1882)
- L 37,  Hymnis voor solist, koor, en orkest (1882)
- L 40,  Invocation: Élevez-vous, voix de mon âme voor mannenkoor en orkest (1883)
- L 41,  Le gladiateur: Mort aux Romains, tuez jusqu'au dernier voor drie solisten en orkest (1883)
- L 56, Le printemps: L'aimable printemps ramène dans la plaine voor koor van vier stemmen en orkest (1884)
- L 57, L'enfant prodigue voor sopraan, bariton, en tenor en orkest (1884)
- L 59, Zuleima voor koor en orkest (1885-1886)
- L 61, Printemps in E majeur voor koor, piano, en orkest (1887)
- L 62, La demoiselle élue: La demoiselle élue s'appuyait sur la barrière d'or du ciel voor twee solisten, vrouwenkoor, en orkest (1887-1888)
- L 73, Fantaisie voor piano en orkest (1889-1890)
- L 89, La Saulaie voor bariton en orkest (1896-1900)
- L 98, Rhapsodie voor altsaxofoon en piano of orkest (1901-1911)
- L 116, Rhapsodie voor klarinet en piano of orkest (1909-1910)
- L 120, Petite pièce voor klarinet en piano of orkest (1910)
- L 141, Ode à la France: Les troupeaux vont par les champs désertés voor sopraan, gemengde koor, en orkest (1916-1917)

#### Strijkkwartet
- L 85, Strijkkwartet in g mineur (1893), Opus 10

#### Pianotrio’s
- L 3, pianotrio in G majeur (1879)

#### Overige kamermuziek
- L 96, Muziek voor Chansons de Bilitis voor twee fluiten, twee harpen en celesta
  - Chant pastoral
  - Les comparaisons
  - Les contes
  - Chanson
  - La partie d'osselets
  - Bilitis
  - Le tombeau sans nom
  - Les courtisanes égyptiennes
  - L'eau pure du bassin
  - La danseuse aux crotales
  - Le souvenir de Mnasidica
  - La pluie du matin
- L 103, Danses voor harp en strijkkwintet (1904)
  - Danse sacrée
  - Danse profane
- L 129, Syrinx voor fluit (1913)
- L 135, Cellosonate (1915)
- L 137, Sonate voor fluit, altviool en harp (1915)
- L 140, Sonate voor viool en piano (1916-1917)

### Piano solo
- L 9, Danse bohémienne voor piano (1880)
- L 50, Suite voor orkest (piano-uittreksel) (1883)
  - Fête
  - Ballet
  - Rêve
  - Bacchanale
- L 66, Deux Arabesques voor piano(1888, 1891)
- L 67, Mazurka voor piano (1890)
- L 68, Rêverie voor piano (1890)
- L 69, Tarantelle styrienne voor piano (1890)
- L 70, Ballade slave voor piano (1890)
- L 71, Valse romantique voor piano (1890)
- L 75, Suite bergamasque voor piano (1890)
  - Prélude
  - Menuet
  - Clair de Lune
  - Passepied
- L 82, Nocturne voor piano (1892)
- L 87, Images inédites voor piano (1894)
- L 95, Pour le piano suite voor piano (1894-1901)
  - Prélude
  - Sarabande
  - Toccata
- L 99, D'un cahier d'esquisses voor piano (1903)
- L 100, Estampes voor piano (1903)
  - Pagodes
  - La soirée dans Grenade
  - Jardins sous la pluie
- L 105, Masques voor piano (1904)
- L 106, L'Isle Joyeuse voor piano (1904)
- L 108, Pièce pour piano voor piano (1904)
- L 110, Images, Deel 1 voor piano (1905)
  - Reflets dans l'eau
  - Hommage à Rameau
  - Mouvement
- L 111, Images, Deel 2 voor piano (1907)
  - Cloches à travers les feuilles
  - Et la lune descend sur le temple qui fut
  - Poissons d'or
- L 113, Children's Corner voor piano (1906-8)
- L 114, Le Petit Nègre voor piano (1909)
- L 115, Hommage à Joseph Haydn voor piano (1909)
- L 117, Préludes, Boek 1 voor piano (1909-10)
- L 121, La plus que lente voor piano (1910)
- L 123, Préludes, Boek 2 voor piano (1912-3)
- L 132, Berceuse heroïque voor piano (1914)
- L 133, Pièce pour le Vêtement du blessé voor piano (1915)
- L 136, Études voor piano (1915)
  - Pour les cinq doigts
  - Pour les tierces
  - Pour les quartes
  - Pour les sixtes
  - Pour les octaves
  - Pour les huit doigts
  - Pour les degrés chromatiques
  - Pour les agréments
  - Pour les notes répétées
  - Pour les sonorités opposées
  - Pour les arpèges composés
  - Pour les accords
- L 138, Elégie voor piano (1915)
- Les soirs illumines par l'ardeur du charbon (1917)

### Zang en piano
- L 1, Ballade à la lune: C'était dans la nuit brune voor stem en piano (1879)
- L 2, Madrid: Madrid, princesse des Espagnes voor stem en piano (1879)
- L 4, Nuits d'étoiles: Nuit d'étoiles, sous tes voiles voor stem en piano (1880)
- L 5, Caprice: Quand je baise, pâle de fièvre voor stem en piano (1880)
- L 6, Beau soir voor stem en piano (1880)
- L 7, Fleur des blés: Le long des blés que la brise fait onduler voor stem en piano (1880)
- L 8, Rêverie: Le zéphir à la douce haleine voor stem en piano (1880)
- L 11, Souhait: Oh! quand la mort que rien ne saurait apaiser voor stem en piano (1881)
- L 12, Triolet à Phillis [Zéphyr]: Si j'étais le zéphyr ailé voor stem en piano (1881)
- L 13, Les roses: Lorsque le ciel de saphir voor stem en piano (1881)
- L 14, Séguidille: Un jupon serré sur les hanches voor stem en piano (1881)
- L 15, Pierrot: Le bon Pierrot que la foule contemple voor stem en piano (1881)
- L 16, Aimons-nous et dormons: Aimons-nous et dormons, sans songer au reste du monde voor stem en piano (1881)
- L 17, Rondel chinois: Sur le lac bordé d'azalée voor stem en piano (1881)
- L 18, Tragédie: Les petites fleurs n'ont pu vivre voor stem en piano (1881)
- L 19, Jane: Je pâlis et tombe en langueur voor stem en piano (1881)
- L 21, Fantoches: Scaramouche et Pulcinella voor stem en piano (1882)
- L 22, Le lilas: O floraison divine des lilas voor stem en piano (1882)
- L 23, Fête galante: Voilà Sylvandre et Lycas et Myrtil voor stem en piano (1882)
- L 25, Flôts, palmes et sables: Loin des yeux du monde voor stem en piano (1882)
- L 28, En sourdine: Calmes dans le demi-jour voor stem en piano (1882)
- L 29, Mandoline: Les donneurs de sérénades voor stem en piano (1882)
- L 30, Rondeau: Fut-il jamais douceur de cœur pareille voor stem en piano (1882)
- L 31, Pantomime: Pierrot qui n'a rien d'un Clitandre voor stem en piano (1882)
- L 32, Clair de lune: Votre âme est un paysage choisi voor stem en piano (1882)
- L 33, La fille aux cheveux de lin: Sur la luzerne en fleur voor stem en piano (1882)
- L 34, Sérénade: Las, Colombine a fermé le volet voor stem en piano (1882)
- L 39,  Coquetterie posthume: Quand je mourrai, que l'on me mette voor stem en piano (1883)
- L 43,  Romance [musique pour éventail]: Silence ineffable de l'heure voor stem en piano (1883)
- L 44,  Musique: La lune se levait, pure, mais plus glacée voor stem en piano (1883)
- L 45,  Paysage sentimental: Le ciel d'hiver si doux, si triste, si dormant voor stem en piano (1883)
- L 46, L'archet: Elle avait de beaux cheveux blonds voor stem en piano (1883)
- L 47, Chanson triste: On entend un chant sur l'eau dans la brume voor stem en piano (1883)
- L 48, Fleur des eaux voor stem en piano (1883)
- L 49, Églogue: Chanteurs mélodieux, habitants des buissons voor sopraan en tenor duet en piano (1883)
- L 51, Diane au bois voor sopraan en tenor duet en piano (1883-1886)
- L 52, Romance: Voici que le printemps, ce fil léger d'avril voor stem en piano (1884)
- L 53, Apparition: La lune s'attristait Des séraphins voor stem en piano (1884)
- L 54, La romance d'Ariel: Au long de ces montagnes douces voor stem en piano (1884)
- L 55, Regret: Devant le ciel d'été, tiède et calme voor stem en piano (1884)
- L 58, Barcarolle: Viens! l'heure est propice voor stem en piano (1885)
- L 60, Ariettes oubliées voor stem en piano (1885-1887)
  - C'est l'extase: C'est l'extase langoureuse'
  - Il pleure dans mon cœur: Il pleure dans mon cœur comme il pleut sur la ville
  - L'ombre des arbres: L'ombre de arbres dans la rivière embrumée
  - Chevaux de bois: Tournez, tournez, bons chevaux de bois
  - Green: Voici des fruits, des fleurs, des feuilles
  - Spleen: Les roses étaient toutes rouges
- L 63, Axel voor stem en piano (1888)
- L 64, Poèmes de Baudelaire voor stem en piano (1887-1889)
  - Le balcon: Mère des souvenirs, maîtresse des maîtresses
  - Harmonie du soir: Voici venir les temps où vibrant sur sa tige
  - Le jet d'eau: Tes beaux yeux sont las, pauvre amante
  - Recueillement: Sois sage, ô ma douleur
  - La mort des amants: Nous aurons des lits pleins d'odeurs légères
- L 74, La belle au bois dormant: Des trous à son pourpoint vermeil voor stem en piano (1890)
- L 76, Les Angélus: Cloches chrétiennes pour les matines voor stem en piano (1891)
- L 78, Dans le jardin: Je regardais dans le jardin voor stem en piano (1891)
- L 79, Romances voor stem en piano (1891)
  - Romance: L'âme évaporée est souffrante
  - Les cloches: Les feuilles s'ouvraient sur le bord des branches
- L 80, Fêtes galantes Deel 1 voor stem en piano
  - En sourdine: Calmes dans le demi-jour
  - Fantoches: Scaramouche et Pulcinella
  - Clair de lune: Votre âme est un paysage choisi
- L 81, Mélodies voor stem en piano (1891)
  - La mer est plus belle que les cathédrales
  - Le son du cor s'afflige vers les bois
  - L'échelonnement des haies moutonne à l'infini
- L 84, Proses lyriques voor stem en piano (1892-1893)
  - De rêve: La nuit a des douceurs de femme
  - De grève: Sur la mer les crépuscules tombent
  - De fleurs: Dans l'ennui si désolément vert
  - De soir: Dimanche sur les villes
- L 90, Chansons de Bilitis voor stem en piano (1897-1898)
  - La flûte de pan: Pour le jour des Hyacinthies
  - La chevelure: Il m'a dit «Cette nuit d'ai rêvé»
  - Le tombeau des Naiades: Le long du bois couvert de givre
- L 94, Nuits blanches: Tout à l'heure ses mains plus délicates voor stem en piano (1899-1902)
- L 102, Chansons de France voor stem en piano (1904)
  - Rondel: Le temps a laissié son manteau
  - La Grotte: Auprès de cette grotte sombre
  - Rondel: Pour ce que Plaisance est morte
- L 104, Fêtes galantes Deel 2 voor stem en piano (1904)
  - Les ingénus:Les hauts talons luttaient avec les longues jupes
  - Le faune: Un vieux faune de terre cuite
  - Colloque sentimental: Dans le vieux parc solitaire et glacé
- L 118, Le promenoir des deux amants voor stem en piano
  - Auprès de cette grotte sombre
  - Crois mon conseil, chère Climène
  - Je tremble en voyant ton visage
- L 119, Ballades de François Villon voor stem en piano (1910)
  - Ballade de Villon à s'Amye: Faulse beauté qui tant me couste cher
  - Ballade que Villon feit à la requeste de sa mère pour prier Nostre Dame: Dame du ciel, régente terrienne
  - Ballade des femmes de Paris: Quoy qu'on tient belles langagières
- L 127, Poèmes de Stéphane Mallarmé voor stem en piano (1913)
  - Soupir: Mon âme vers ton front où rêve, ô calme sœur
  - Placet futile: Princesse! À jalouser le destin d'une Hébé
  - Évantail: Ô rêveuse pour que je plonge
- L 139, Noël des enfants qui n'ont plus de maison: Nous n'avons plus de maison voor stem en piano (1915)

### Overige pianomuziek
- L 10, symfonie voor piano, vierhandig (1880)
- L 26, Nocturne et Scherzo voor piano en cello (1882)
- L 36,  Divertissement voor piano, vierhandig (1882)
- L 38,  Le triomphe de Bacchus voor piano, vierhandig (1882)
- L 65, Petite suite voor 2 piano's (1886-9)
  - En bateau
  - Cortège
  - Menuet
  - Ballet
- L 77, Marche écossaise sur un thème populaire voor piano, vierhandig (1891)
- L 97, Lindaraja voor twee piano’s (1901)
- L 131, Six épigraphes antiques voor piano, vierhandig (1914)
  - Pour invoquer Pan, dieu du vent d'été
  - Pour un tombeau sans nom
  - Pour que la nuit soit propice
  - Pour la danseuse aux crotales
  - Pour l'égyptienne
  - Pour remercier la pluie au matin
- L 134, En blanc et noir voor twee piano’s (1915)

### Vocale muziek
- L 35,  Choeur des brises: Réveillez-vous, arbres des bois voor a capella vrouwenkoor (1882)
- L 42,  Chanson espagnole: Tra la la… nous venions de voir le taureau voor vocaal duet (1883)
- L 72, Rodrigue et Chimène opera (1890-1892)
- L 88, Pelléas et Mélisande opera (1893-1902)
- L 92, Chansons de Charles d'Orléans voor koor van vier gemengde stemmen a capella (1898-1908)
  - Dieu! qu'il la fait bon regarder!
  - Quand j'ai ouy le tambourin sonner
  - Yver, vous n'estes qu'un villain
- L 93, Berceuse: Il était une fois une fée qui avait un beau sceptre voor stem zonder begeleiding (1899)
- L 101, Le Diable dans le beffroi (1902-1911, short opera based on Poe's "De Devil in de Belfry", unfinished)
- L 112, La chûte de la maison Usher (1908-1917, short opera based on Poe's "De Fall van de House van Usher", unfinished)
- L 124, Le martyre de Saint Sébastien (1911)
  - pianouittreksel, transcriptie van André Caplet (uit de Sibley Music Library Digital Scores Collection)
  - Prelude to Act II, Orkest l score (uit de Sibley Music Library Digital Scores Collection)

### Ballet
- L 125, Khamma ballet (1911-1912)
- L 126, Jeux ballet (1912-1913)
- L 128, La boîte à joujoux ballet (1913)
- L 130, Le palais du silence ou NO-JA-LI ballet (1914)